# Baltimore Blast
Los Baltimore Blast son un equipo de la Major Arena Soccer League, la liga de fútbol sala profesional de los Estados Unidos. Tiene su sede en la ciudad de Baltimore, en el estado de Maryland, y disputa sus partidos en el Royal Farms Arena, un pabellón con una capacidad para 11.271 espectadores. Son los actuales campeones de la competición, tras su victoria en 2008.

## Historia
El equipo fue creado por el diseñador de software Bill Stealey, con el nombre de Baltimore Spirit, a finales de julio de 1992, y compitió en la National Professional Soccer League. En 1998 cambió su nombre por el actual de Blast, uniéndose poco tiempo después a la MISL. En la temporada 2002-03 ganó su primer campeonato, algo que ha repetido hasta en 4 ocasiones, la última de ellas en 2008.

## Trayectoria
| Año     | Liga    | Temp. Regular                   | Playoffs                        | Media de asistencia |
| ------- | ------- | ------------------------------- | ------------------------------- | ------------------- |
| 1992-93 | NPSL II | 1º Conf. Americana, 27-13       | Pierde en cuartos               | 5.444               |
| 1993-94 | NPSL II | 1º Conf. Americana, 26-14       | Pierde en 1ª ronda              | 6.471               |
| 1994-95 | NPSL II | 3º Conf. Americana, 23-17       | Pierde en 1ª ronda              | 5.733               |
| 1995-96 | NPSL II | 2º Conf. Americana, 25-15       | Pierde semifinal división       | 5.037               |
| 1996-97 | NPSL II | 2º Conf. Este, 20-20            | Pierde semifinal de conferencia | 4.760               |
| 1997-98 | NPSL II | 3º Conf. Este, 12-28            | No se clasifica                 | 5,001               |
| 1998-99 | NPSL II | 3º Conf. Este, 19-21            | No se clasifica                 | 4.795               |
| 1999-00 | NPSL II | 1º Conf. Este, 26-18            | Pierde final de conferencia     | 5.445               |
| 2000-01 | NPSL II | 3º Conferencia Americana, 22-18 | Pierde final de conferencia     | 5.376               |
| 2001-02 | MISL II | 4º MISL, 18-26                  | Pierde semifinal                | 4,957               |
| 2002-03 | MISL II | 3º Conferencia Este,18-18       | Campeón                         | 5.559               |
| 2003-04 | MISL II | 1º Conferencia Este, 25-11      | Campeón                         | 6.330               |
| 2004-05 | MISL II | 7º MISL, 15-24                  | No se clasifica                 | 5.752               |
| 2005-06 | MISL II | 2º MISL, 17-13                  | Campeón                         | 7.005               |
| 2006-07 | MISL II | 5º MISL, 15-15                  | No se clasifica                 | 7.448               |
| 2007-08 | MISL II | 3º MISL, 19-11                  | Campeón                         | 7.300               |

## Jugadores

### Entrenadores
| Nombre           | Desde | Hasta |
| ---------------- | ----- | ----- |
| Kenny Cooper     | 1992  | 1994  |
| Dave MacWilliams | 1994  | 1996  |
| Mike Stankovic   | 1996  | 1998  |
| Kevin Healey     | 1998  | 2002  |
| Sean Bowers      | 2002  | 2002  |
| Bobby McAvan     | 2002  | 2003  |
| Tim Wittman      | 2003  | 2006  |
| Danny Kelly      | 2006  | -     |